# Viaggio sul Reno e ne' suoi contorni
Viaggio sul Reno e ne' suoi contorni è un libro di viaggio scritto da Aurelio de' Giorgi Bertola e pubblicato per la prima volta dall'editore Albertini a Rimini nel 1795. Si tratta di un rapporto di viaggio sulla visita fatta dall'autore in Svizzera e Germania, seguendo il corso del fiume Reno.
Dopo la prima edizione, il libro ha avuto numerose ristampe successive, la prima dall'editore Giovanni Silvestri (Milano, 1817), che si sono succedute fino alla fine del XX secolo.
L'opera è stata oggetto di uno studio di Emilio Bogani, pubblicato dall'Accademia della Crusca nel 1979 in Studi di filologia italiana, Vol. XXXVII.

## Edizioni
- Viaggio sul Reno e ne' suoi contorni, Rimini, Albertini, 1795.
- Giovanni Silvestri, Milano, 1817
- Le Monnier, Firenze, 1943, con il titolo Viaggio pittorico e sentimentale sul Reno, a cura di Antonio Baldini
- Istituto Geografico De Agostini, Novara, 1963, con prefazione di Paolo Monelli
- L. S. Olschki, Firenze, 1986, con commento di Michele e Antonio Stäuble
- Luise, Rimini, 1998, con prefazione di Giuseppe Chicchi